# Râul Fehér Bükk-Csuhi János
Râul Fehér Bükk-Csuhi János sau Râul Fagul Alb II este curs de apă afluent al râului Bâsca Mică. 

## Hărți
- Harta Munții Buzăului [nefuncțională – arhivă]